# Ceromacra putida
Ceromacra putida är en fjärilsart som beskrevs av Paul Dognin 1912. Ceromacra putida ingår i släktet Ceromacra och familjen nattflyn. Inga underarter finns listade i Catalogue of Life.